# Новофёдоровка (Джанкойский район)
Новофёдоровка (до 1948 года Ау́з-Кенеге́з; укр. Новофедорівка, крымскотат. Avuz Kenegez, Авуз Кенегез) — село в Джанкойском районе Республики Крым, административно входит в состав Стальненского сельского поселения (согласно административно-территориальному делению Украины — Стальненского сельского совета Автономной Республики Крым).

## Население
| 2001 | 2014 |
| ---- | ---- |
| 230  | ↘165 |

Всеукраинская перепись 2001 года показала следующее распределение по носителям языка
| Язык             | Процент |
| ---------------- | ------- |
| крымскотатарский | 59.13   |
| русский          | 36.96   |
| украинский       | 3.04    |
| другие           | 0.87    |

### Динамика численности
| - 1805 год — 80 чел. - 1864 год — 10 чел. - 1900 год — 41 чел. - 1915 год — 2/40 чел. - 1926 год — 45 чел. | - 1989 год — 147 чел. - 2001 год — 230 чел. - 2009 год — 206 чел. - 2014 год — 165 чел. |

## Современное состояние
На 2017 год в Новофёдоровке числится 1 улица — Степная; на 2009 год, по данным сельсовета, село занимало площадь 132,1 гектара на которой, в 147 дворах, проживало 206 человек. В селе действуют сельский клуб, Новофёдоровка связана автобусным сообщением с райцентром и соседними населёнными пунктами.

## География
Новофёдоровка — село на востоке района, в степном Крыму, на берегу Азовской ветви Северо-Крымского канала, в одной из впадающих в Сиваш балок (на карте 1876 года подписанная, как Чайсрлы), высота центра села над уровнем моря — 6 м. Соседние сёла: Нижние Острожки в 1 км на восток и Новопавловка в 2 км на северо-запад. Расстояние до райцентра — около 25 километров (по шоссе), ближайшая железнодорожная станция — Азовская — примерно в 18 километрах. Транспортное сообщение осуществляется по региональной автодороге 35Н-159 Стальное — Родное — Новофёдоровка (по украинской классификации — С-0-10435).

## История
Первое документальное упоминание села встречается в Камеральном Описании Крыма… 1784 года, судя по которому, в последний период Крымского ханства Энмес Кенекес входил в Таманский кадылык Карасубазарского каймаканства. После присоединения Крыма к России (8) 19 апреля 1783 года, (8) 19 февраля 1784 года, именным указом Екатерины II сенату, на территории бывшего Крымского Ханства была образована Таврическая область и деревня была приписана к Перекопскому уезду. После Павловских реформ, с 1796 по 1802 год, входила в Перекопский уезд Новороссийской губернии. По новому административному делению, после создания 8 (20) октября 1802 года Таврической губернии, Ауз-Кенегез был включён в состав Таганашминской волости Перекопского уезда.
По Ведомости о всех селениях в Перекопском уезде состоящих с показанием в которой волости сколько числом дворов и душ… от 21 октября 1805 года, в деревне Агиз-кенегез числилось 12 дворов, 76 крымских татар и 4 ясыров. На военно-топографической карте генерал-майора Мухина 1817 года деревня Кенегес обозначена с 10 дворами. После реформы волостного деления 1829 года Ауз Кенегез, согласно «Ведомости о казённых волостях Таврической губернии 1829 года», передали в состав Башкирицкой волости (переименованной из Таганашминской). На карте 1836 года в деревне 16 дворов. Видимо, вследствие эмиграции крымских татар в Турцию, деревня заметно опустела и на карте 1842 года Авуз-Кенегез обозначен условным знаком «малая деревня», то есть, менее 5 дворов.
В 1860-х годах, после земской реформы Александра II, деревню включили в состав Владиславской волости того же уезда. В «Списке населённых мест Таврической губернии по сведениям 1864 года», составленном по результатам VIII ревизии 1864 года, Ауз-Кенегез — владельческая татарская деревня, с 4 дворами и 10 жителями при колодцах. По обследованиям профессора А. Н. Козловского начала 1860-х годов, в селении вода в колодцах глубиной от 1,5—3 до 5 саженей (от 2 до 10 м) была частью солоноватая, а частью солёная. На трехверстовой карте Шуберта 1865—1876 года в деревне Авуз-Кенегез ещё отмечены 6 дворов, но, согласно «Памятной книжке Таврической губернии за 1867 год», деревня стояла покинутая и оставалась в развалинах, ввиду эмиграции крымских татар, особенно массовой после Крымской войны 1853—1856 годов, в Турцию. В «Памятной книге Таврической губернии 1889 года» Ауз-Кенегез не значится, хотя, согласно энциклопедическому словарю «Немцы России», немецкий меннонитский хутор Эзау, более известный под старым названием Ауз-Кенегез, был основан в 1872 году.
После земской реформы 1890 года отнесли к Ак-Шеихской волости. По «…Памятной книжке Таврической губернии на 1900 год» в Ауз-Кенегезе числилось 41 житель в 1 дворе. По Статистическому справочнику Таврической губернии. Ч.II-я. Статистический очерк, выпуск пятый Перекопский уезд, 1915 год, в экономии Ауз-Кенегез (она же Эзау) Ак-Шеихской волости Перекопского уезда числился 1 двор с немецким населением в количестве 2 человек приписных жителей и 40 — «посторонних», из которых 33 мужчины и 20 женщин. В экономии числилось 808 десятин удобной земли. В хозяйстве имелось 22 лошади, 62 вола, 28 коров и 65 голов мелкого скота.
После установления в Крыму Советской власти, по постановлению Крымревкома от 8 января 1921 года № 206 «Об изменении административных границ» была упразднена волостная система и в составе Джанкойского уезда был создан Джанкойский район. В 1922 году уезды преобразовали в округа. 11 октября 1923 года, согласно постановлению ВЦИК, в административное деление Крымской АССР были внесены изменения, в результате которых округа были ликвидированы, основной административной единицей стал Джанкойский район и село включили в его состав. Согласно Списку населённых пунктов Крымской АССР по Всесоюзной переписи 17 декабря 1926 года, на хуторе Ауз-Кенегез, Антониновского сельсовета Джанкойского района, числилось 11 дворов, из них 8 крестьянских, население составляло 45 человек, из них 29 русских, 14 армян, 1 немец. После образования в 1935 году Колайского района (переименованного указом ВС РСФСР № 621/6 от 14 декабря 1944 года в Азовский) село включили в его состав.
После освобождения Крыма от фашистов в апреле, 12 августа 1944 года было принято постановление № ГОКО-6372с «О переселении колхозников в районы Крыма» и в сентябре 1944 года в Азовский район Крыма приехали первые новоселы (162 семьи) из Житомирской области, а в начале 1950-х годов последовала вторая волна переселенцев из различных областей Украины. С 25 июня 1946 года Ауз-Кенегез в составе Крымской области РСФСР. Указом Президиума Верховного Совета РСФСР от 18 мая 1948 года, Ауз-Кенегез переименовали в Ново-Федоровку. 26 апреля 1954 года Крымская область была передана из состава РСФСР в состав УССР. На 15 июня 1960 года Новофёдоровка в составе Просторненского сельсовета.
Указом Президиума Верховного Совета УССР «Об укрупнении сельских районов Крымской области», от 30 декабря 1962 года Азовский район был упразднён и село возвратили в состав Джанкойского. С 8 февраля 1973 года — в составе Стальненского сельсовета. По данным переписи 1989 года в селе проживало 147 человек. С 12 февраля 1991 года село в восстановленной Крымской АССР, 26 февраля 1992 года переименованной в Автономную Республику Крым. С 21 марта 2014 года в составе Крыма аннексирована Россией.